# Tony Trabert
Marion Anthony Trabert (16. srpna 1930 Cincinnati, Ohio, USA – 3. února 2021 Ponte Vedra Beach, Florida, tamtéž) byl americký tenista, který dosáhl úspěchů mezi amatéry i profesionály.

## Kariéra
Podle statistik Lance Tingaye byl v roce 1953 světovou singlovou jedničkou. Mezi amatéry Trabert dvakrát vyhrál Roland Garros (1954, 1955), jednou Wimbledon (1955) a dvakrát newyorský grandslam (1953, 1955). Protože v roce 1955 došel v Austrálii "jen" do semifinále, unikl mu těsně kalendářní grandslam. Byl však i výborným deblistou a i zde byl světovou jedničkou (1955). Díky mužské čtyřhře přidal do sbírky tři tituly z Paříže (1950, 1954, 1955), jeden z Austrálie (1955) a jeden z amerického šampionátu (1954). Ve všech případech byl jeho partnerem krajan Vic Seixas, kromě prvního pařížského úspěchu, kde mu stál po boku další Američan Bill Talbert. V roce 1955 přestoupil k profesionálům a následně dvakrát vyhrál profesionální pařížský turnaj (1956, 1959). Hrál též finále Wembley Championships (1958) a probil se také do finále U.S. Championships. V roce 1954 vyhrál s americkou reprezentací Davisův pohár, jeho bilance v této soutěži byla 27 vítězství a 8 porážek.
Po skončení hráčské činnosti prožil úspěšnou 33letou kariéru (1971–2004) sportovního komentátora, působil jako tenisový a golfový analytik pro CBS, tradičně komentoval US Open, k růstu jehož popularity v USA podle mnohých pozorovatelů značně přispěl. V letech 1976 až 1980 byl také kapitánem daviscupového týmu Spojených států, dovedl ho ke dvěma titulům (1978, 1979). Proslul vyhnáním demonstrantů proti apartheidu, kteří vběhli na kurt během zápasu Davisova poháru proti JAR v kalifornském Newportu v dubnu 1977. V roce 1988 vydal knihu Trabert on Tennis, ve které se podělil o své postřehy o hře z pohledu hráče, trenéra i komentátora. Od roku 2001 do roku 2011 byl prezidentem Mezinárodní tenisové síně slávy, do které byl sám uveden roku 1970. Pracoval též jako motivační řečník. V mládí se jako pilot zúčastnil bojů korejské války.